# Elfego il Vecchio
Elfego il Vecchio, o Elfego il calvo (in inglese Ælfheah the Bald; ... – 12 marzo 951) è stato un vescovo inglese, venerato come santo dalla Chiesa cattolica.

## Biografia
Elfego iniziò la sua carriera ecclesiastica come monaco benedettino alla corte di Atelstano d'Inghilterra. Fu consacrato vescovo di Winchester nel 934 o 935, diventando il primo vescovo inglese della diocesi. In questa veste, fu promotore di riforme monastiche e ordinò sacerdoti Æthelwold di Winchester e Dunstano di Canterbury (forse suo parente), che portarono avanti le sue riforme.
Alla sua morte, avvenuta nel 951, fu sepolto nell'Old Minster di Winchester.